# Frank Renger
Frank Renger (* 1968 in Gelsenkirchen) ist ein ehemaliger deutscher Hooligan. Internationale Bekanntheit erlangte er durch den Angriff auf den französischen Polizisten Daniel Nivel während der Fußball-Weltmeisterschaft 1998, an dem er beteiligt war.
Der Polizist trug schwerste Verletzungen davon. Bis heute leidet er unter Gehirnschäden und ist auf einem Auge blind. Renger wurde wegen des Angriffs zu fünf Jahren Haft wegen gefährlicher Körperverletzung verurteilt, von denen er bis zu seiner Entlassung 4 Jahre, 1 Monat und 10 Tage absaß.
Renger ist Fan des FC Schalke 04. Seit 2009, nach dem Ablauf seiner durch den DFB verhängten Platzsperre, ist er ehrenamtlicher Betreuer beim Amateurverein TuRa 1886 Essen. Er sprach einige Jahre offen über seine Vergangenheit und war in Fernseh- und Radioreportagen sowie in Zeitungen und Zeitschriften zu sehen. Im Jahr 2017 beendete er plötzlich öffentliche Auftritte und zog in eine andere Stadt, um die Vergangenheit hinter sich zu lassen.
Sein Spitzname als Hooligan, den er bis heute nach eigenen Angaben mit Stolz führt, ist Samurai.